# Trzęsienie ziemi w Baku (2000)
Trzęsienie ziemi w Baku – trzęsienie ziemi, które 25 listopada 2000 roku nawiedziło wschodni Azerbejdżan, głównie rejon Baku. Doszło do dwóch wstrząsów – pierwszy miał moc 5,9, a drugi 6,3 w skali Richtera (magnituda wynosiła odpowiednio 6,8 i 6,5). 

## Trzęsienie
Odnotowano dwa wstrząsy – pierwszy nastąpił o godzinie 22:09 czasu lokalnego i miał magnitudę 6,8 MW, a drugi o 22:10 czasu lokalnego i miał magnitudę 6,5 MW. Według United States Geological Survey epicentrum wstrząsów znajdowało się na Morzu Kaspijskim, 25 kilometrów na południowy wschód od Baku. Z powodu swej siły trzęsienie było odczuwalne w Tbilisi oddalonym o 600 km od epicentrum. Wstrząsy dotknęły głównie północno-wschodnią linię brzegową Azerbejdżanu, a główne zniszczenia wystąpiły pomiędzy Półwyspem Apszerońskim a granicą z Rosją. 
Tego samego dnia w okolicach Saratowa nastąpił wstrząs wtórny, spowodowany trzęsieniem w Baku.

## Skutki
Według rządu Azerbejdżanu w wyniku trzęsienia zginęło 31 osób, z których 26 bezpośrednio wskutek trzęsienia, a pozostałe 5 dzień później z powodu wybuchu gazu. Łącznie 412 osób było hospitalizowanych (10 z nich w stanie krytycznym) lub poszukiwało pomocy medycznej.
Bezpośrednio po trzęsieniu 100 budynków zostało uznanych za niebezpieczne do przebywania i ewakuowano 3500 osób, które zakwaterowano w starych hotelach bez bieżącej wody i ogrzewania. Poważne szkody odnotowano w 19 placówkach edukacyjnych – 11 szkołach podstawowych lub średnich i 8 szkołach wyższych. Szkody odnotowano również w 6 placówkach opieki zdrowotnej, przez co około 500 pacjentów zostało przeniesionych do innych placówek. Nie stwierdzono żadnych większych zakłóceń w świadczeniu usług w zakresie energii elektrycznej, wody, kanalizacji ani transportu. Dostawy gazu zostały wstrzymane natychmiast po trzęsieniu ziemi w celu zapobieżenia wybuchom.